# あきる野市民球場
あきる野市民球場（あきるのしみんきゅうじょう）は、東京都あきる野市にある野球場。あきる野市が運営管理を行っている。

## 歴史
かつての秋川市に秋川市民球場（あきがわしみんきゅうじょう）として開場。1995年、秋川市と五日市町が新設合併したのに伴い現名称に改称。現在もバックスクリーンを設けず、中堅場外の立ち木を代用としたバックスクリーンになっている。
社会人野球のクラブチーム・西多摩倶楽部や創価大学準硬式野球部が練習場として使用している他、2004年夏季から2011年まで高校野球西東京大会の公式戦会場として使われていた。
2013年国体「スポーツ祭東京2013」ではソフトボール会場となった

## 施設概要
- グラウンド面積：16,500m2
- 両翼：94m、中堅：120m
- 内野：クレー舗装、外野：天然芝
- スコアボード：磁気反転式
- 照明設備：6基
- 収容人員：2,500人（ネット裏＝座席、一・三塁側、外野＝芝生）

## 交通
路線バス
- JR青梅線福生駅から西東京バス「武蔵五日市駅行き」「日の出折返場行き」に乗車、「あきる野市民球場」停留所下車、徒歩約2分。
- JR五日市線秋川駅から西東京バス「福生駅行き」に乗車、「あきる野市民球場」停留所下車、徒歩約2分。

徒歩
- 秋川駅から徒歩約30分。